# Глушков, Николай Иванович (филолог)
Никола́й Ива́нович Глушко́в  (15 июня 1923 года, станица Лабинская, Краснодарский край — 2007) — советский и российский филолог-шолоховед и педагог. Доктор филологических наук (1974), профессор (1976). Участник Великой Отечественной войны.

## Жизнь и творчество
Николай Иванович родился 15 июня 1923 года в казачьей семье в станице Лабинской Краснодарского края. В 1953 году окончил Краснодарский педагогический институт и аспирантуру при Пятигорском педагогическом институте. Защитил кандидатскую диссертацию на тему: «Художественные очерки В.Овечкина» (1961); докторскую — «Русский советский очерк. Жанровая специфика, типология, вопросы истории» (1974). Награждён орденом Отечественной войны 2-й степени и девятью медалями; почётный академик Независимой Пушкинской академии, почётный председатель литературно-исторического общества «Шолоховский круг».
Был школьным учителем (1947—1956), затем преподавал историю русской литературы и различные спецкурсы в ряде российских вузов, главным образом, в Кубанском и Ростовском университетах, где заведовал кафедрами литературы (1977—1992). Автор книг и многочисленных статей о творчестве М. А. Шолохова.
Главный координатор международных «Шолоховских чтений» в Ростове-на-Дону и Вёшенской, ответственный редактор научных сборников, изданных по их итогам. Высокий авторитет, организаторские способности и созидательная энергия Николая Ивановича Глушкова позволили ему привлечь к участию в «Шолоховских чтениях» серьёзных исследователей-шолоховедов из многих вузов России, ближнего и дальнего зарубежья. Благодаря его усилиям Ростовский государственный университет в 1980—1990 годы был крупным центром шолоховедения.
Автор около 150 публикаций историко-литературного и литературно-критического содержания общим объёмом 130 печатных листов. Наиболее значительны книги: «Очерковые формы в советской литературе» (1969), «Очерковая проза» (1979), «Социалистический реализм как художественная система. Модификации метода в течениях» (1988), «Реализм М. Шолохова» (1997).